# Ogden Nash

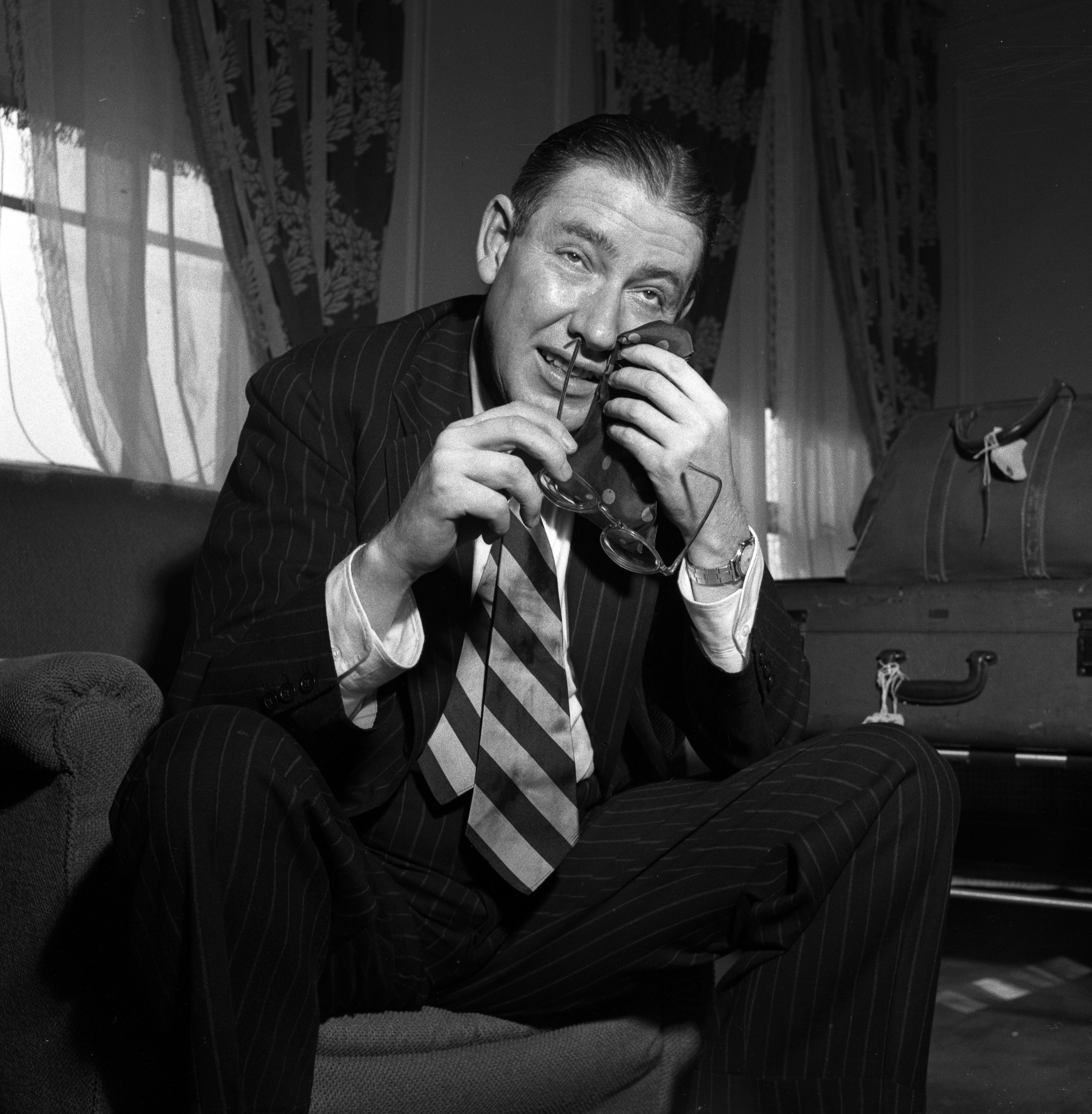
Ogden Nash (1949)

Frederic Ogden Nash, född 19 augusti 1902 i Rye, New York, död 19 maj 1971 i Baltimore, Maryland, var en amerikansk författare av lättsam och satirisk poesi.

## Biografi
Nash härstammade från Abner Nash, en tidigare guvernör i North Carolina, vars bror, Francis, grundade Nashville, Tennessee. Under hela sitt liv älskade Ogden Nash att rimma. Han hade förkärlek för att skapa sina egna ord när rimord saknades, men medgav att bygga rim inte alltid var det lättaste.
Efter examen från St. George School i Newport County, Rhode Island, började Nash vid Harvard University 1920, bara för att sluta ett år senare. Han arbetade som lärare vid St. Georges i ett år innan han återvände till New York. Där han började att sälja obligationer.
År 1934 flyttade Nash till Baltimore, Maryland, där han stannade till sin död 1971. Han tänkte på Baltimore som hemma och efter sin återkomst från en kort flytt till New York, skrev han "I could have loved New York had I not loved Balti-more."

## Skrivarkarriär
När Nash inte skrev dikter, gjorde han gästspel på varietéer och i radioprogram och turnerade i USA och Storbritannien, med föreläsningar på universitet och högskolor.
Han betraktades med respekt av det litterära etablissemanget, och hans dikter fanns ofta i antologier även i seriösa samlingar såsom Selden Rodmans A New Antholygy of Modern Poetry, 1946.
Nash var textförfattare till Broadwaymusikalen One Touch of Venus, i samarbete med librettisten S.J. Perelman och kompositören Kurt Weill. Showen innehöll den välkända sången "Speak Low". Han skrev också texter för revyn Two's Company, 1952.
Nash och hans kärlek till Baltimore Colts var med i ett decembernummer 1968 av Life, med flera dikter om det amerikanska fotbollslaget matchat med helsidesbilder. Kallad "My Colts, verses and reverses", omfattar utgåvan hans dikter och fotografier av Arthur Rickerby. "Mr Nash, är ligans ledande författare av gladvers, bor i Baltimore och älskar Colts", hävdar den. Kommentarerna beskriver vidare Nash som "en fanatiker av Baltimore Colts och en gentleman".
Bland hans mest populära skrifter var en serie av djurverser, varav många innehöll hans otaktrimmade enheter, som t.ex. "If called by a panther / Don't anther"; "Who wants my jellyfish? / I'm not sellyfish!".